# Kołonna Mała
Kołonna Mała (biał. Малая Каланая; ros. Малая Колоная) – wieś na Białorusi, w obwodzie grodzieńskim, w rejonie świsłockim, w sielsowiecie Porozów.
W dwudziestoleciu międzywojennym miejscowość leżała w Polsce, w województwie białostockim, w powiecie wołkowyskim, w gminie Porozów. 16 października 1933 utworzyła gromadę w gminie Porozów. Po II wojnie światowej weszła w struktury ZSRR.
Zobacz też: Kołonna Wielka.